# 자노 슈와르크
자노 슈와르크(프랑스어: Jeannot Szwarc, 1937년 9월 21일~2025년 1월 15일)는 프랑스 출신의 영화 감독이다. 텔레비전과 영화를 오가며 《죠스 2》(1978), 《슈퍼걸》(1984) 등 잘 알려진 작품들의 속편들을 만들었으나 혹평만 들었다. 이후로는 미국 텔레비전 드라마 연출에 주력하였는데, 대표작으로 《스몰빌》, 《앨리 맥빌》, 《프린지》 등이 있다.

## 출연작 목록

### 영화
| 연도 | 제목              | 원제                   | 비고 |
| ---- | ----------------- | ---------------------- | ---- |
| 1975 | 벌레              | Bug                    |      |
| 1978 | 죠스 2            | Jaws 2                 |      |
| 1980 | 사랑의 은하수     | Somewhere in Time      |      |
| 1982 | 미로 속의 함정    | Enigma                 |      |
| 1984 | 슈퍼걸            | Supergirl              |      |
| 1985 | 산타클로스        | Santa Claus: The Movie |      |
| 1987 | 미녀와 명마       | Grand Larceny          |      |
| 1996 | 셜록과 헤라클레스 | Hercule et Sherlock    |      |

### 텔레비전 드라마
- 그레이 아나토미
- 본즈
- 슈퍼내추럴
- 스몰빌
- 앨리 맥빌
- 위드아웃 어 트레이스
- 콜드 케이스
- 프린지
- 히어로즈